# 建設資源広域利用センター
株式会社建設資源広域利用センター（けんせつしげんこういきりようセンター、Utilization of Construction Resources center）は、1991年6月に地方公共団体の共同出資などで設立された、建設発生土のリサイクルを目的とした第三セクターの会社である。東京都報告団体。

## 概要
国や、地方公共団体、独立行政法人、特殊法人、国立大学法人、土地区画整理組合等発注工事による建設発生土リサイクルを目的とし、建設省の支援を受けて首都圏の1都3県が出資して設立された。東京都が27.3%を出資する東京都報告団体となっている。その他の株主として、埼玉県、神奈川県、横浜市、川崎市、東京電力ホールディングス、東京ガス、NTT東日本、日本製鉄、みずほ銀行、三井住友銀行などが出資している。

## 沿革
- 1991年6月 株式会社首都圏建設資源高度化センター（ACR）設立[3]
- 1994年8月 株式会社沿岸環境開発資源利用センター（CENDRUC）設立[3]
- 2002年4月 両社合併で株式会社建設資源広域利用センター（UCR）発足[3]